# 群馬県の廃止市町村一覧
群馬県の廃止市町村一覧（ぐんまけんのはいししちょうそんいちらん）は、群馬県における市制・町村制施行（1889年4月1日）後に、市町村合併や他の自治体に統合されることなどにより廃止した市町村の一覧である。単なる名称の変更は対象としない。
- 町村が「町制」・「市制」を施行し町・市となるケース
  - 「市町村」以外の表記名を変更しなかった自治体は一覧に含まれない。（例：高崎町 → 高崎市）
  - 町制・市制を施行した際に名称を変更した場合も一覧に含まれない。
- 市町村が名称変更した場合は一覧に含まれない。
- 所属郡が変更になった場合は一覧に含まれない。
- 市町村合併で廃止した市町村のケース
  - 編入合併した場合の、存続市町村は廃止に当たらないので一覧に含まれない。
  - 編入合併した場合の、廃止した市町村は一覧に含まれる。
  - 新設合併した場合の、廃止した市町村は一覧に含まれる。
  - 新設合併した場合の、名称が残った市町村も一覧に含まれる。（例：旧・太田市 → 新・太田市)
- 分割や分立をしたケース
  - 分割で廃止した市町村は一覧に含まれる。
  - 分立で存続した市町村は一覧に含まれない。（例：韮川村の一部が矢場川村・休泊村に分立。韮川村は存続）

## 1909年以前

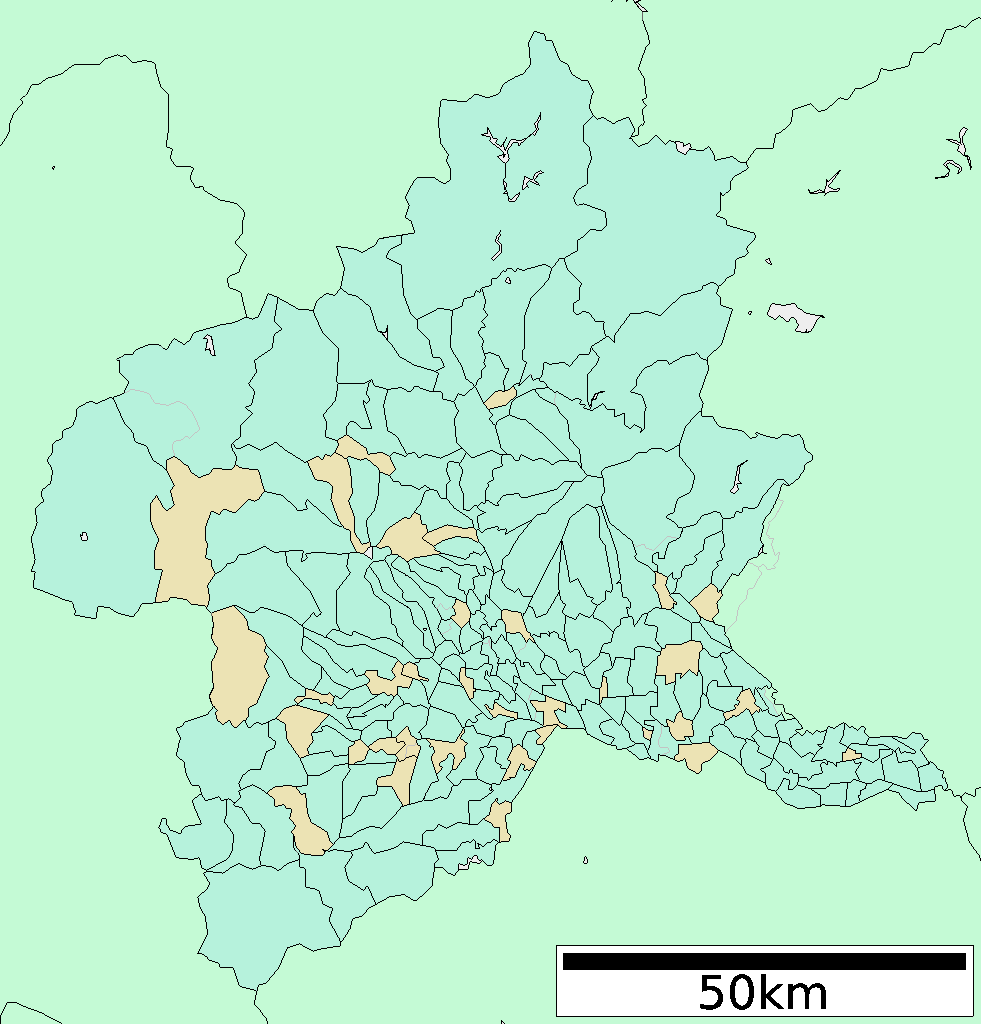

- 吾妻郡草津村 （1900年7月1日）分割し、吾妻郡草津町・六合村新設のため
- 利根郡久賀村 （1908年5月1日）利根郡新治村新設のため
- 利根郡湯ノ原村 （1908年5月1日）利根郡新治村新設のため
- 利根郡佐山村・発知村（寛文年間上発知・中発知・発知新田・下発知に分村）・岡谷村・奈良村・秋塚村 （1889年） 町村制施行で池田村新設のため。

## 1910年 - 1919年
この10年間に県内に廃止市町村なし

## 1920年 - 1929年
- 群馬郡塚沢村 （1927年4月1日）高崎市に編入のため
- 群馬郡片岡村 （1927年4月1日）高崎市に編入のため

## 1930年 - 1939年
- 山田郡境野村 （1933年4月1日）桐生市に編入のため
- 山田郡広沢村 （1937年4月1日）桐生市に編入のため
- 群馬郡佐野村 （1939年10月1日）高崎市に編入のため

## 1940年 - 1949年
- 新田郡（旧）太田町 （1940年4月1日）新田郡太田町新設のため
- 新田郡九合村 （1940年4月1日）新田郡太田町新設のため
- 新田郡沢野村 （1940年4月1日）新田郡太田町新設のため
- 山田郡韮川村 （1940年4月1日）新田郡太田町新設のため
- 佐波郡伊勢崎町 （1940年9月13日）伊勢崎市新設のため
- 佐波郡殖蓮村 （1940年9月13日）伊勢崎市新設のため
- 佐波郡茂呂村 （1940年9月13日）伊勢崎市新設のため
- 新田郡鳥之郷村 （1943年11月1日）新田郡太田町に編入のため

## 1950年 - 1959年

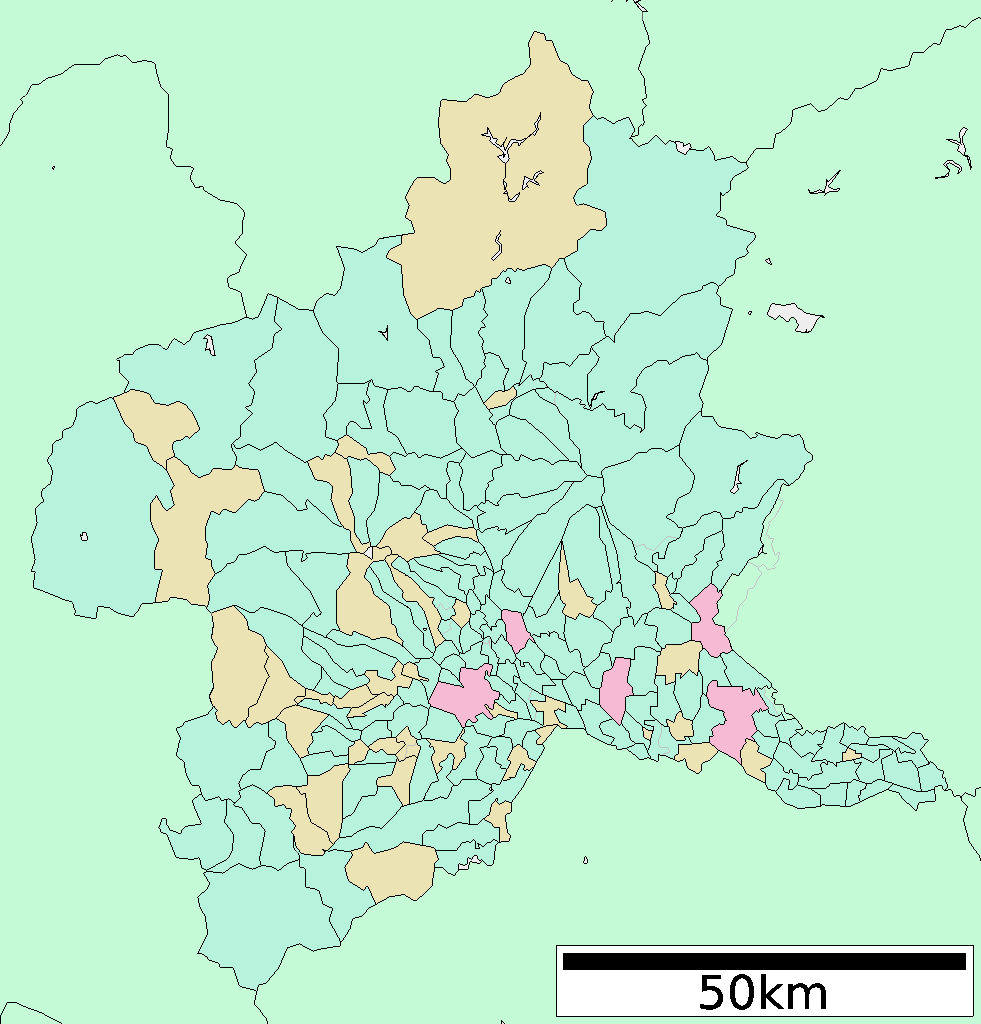

- 群馬郡六郷村 （1951年4月1日）高崎市に編入のため
- 勢多郡上川淵村 （1954年4月1日）前橋市に編入のため
- 勢多郡下川淵村 （1954年4月1日）前橋市に編入のため
- 勢多郡芳賀村 （1954年4月1日）前橋市に編入のため
- 勢多郡桂萱村 （1954年4月1日）前橋市に編入のため
- 群馬郡東村 （1954年4月1日）前橋市に編入のため
- 群馬郡元総社村 （1954年4月1日）前橋市に編入のため
- 群馬郡総社町 （1954年4月1日）前橋市に編入のため
- 利根郡沼田町 （1954年4月1日）沼田市新設のため
- 利根郡利南村 （1954年4月1日）沼田市新設のため
- 利根郡池田村 （1954年4月1日）沼田市新設のため
- 利根郡薄根村 （1954年4月1日）沼田市新設のため
- 利根郡川田村 （1954年4月1日）沼田市新設のため
- 邑楽郡館林町 （1954年4月1日）館林市新設のため
- 邑楽郡郷谷村 （1954年4月1日）館林市新設のため
- 邑楽郡大島村 （1954年4月1日）館林市新設のため
- 邑楽郡赤羽村 （1954年4月1日）館林市新設のため
- 邑楽郡六郷村 （1954年4月1日）館林市新設のため
- 邑楽郡三野谷村 （1954年4月1日）館林市新設のため
- 邑楽郡多々良村 （1954年4月1日）館林市新設のため
- 邑楽郡渡瀬村 （1954年4月1日）館林市新設のため
- 北群馬郡渋川町 （1954年4月1日）渋川市新設のため
- 北群馬郡金島村 （1954年4月1日）渋川市新設のため
- 北群馬郡古巻村 （1954年4月1日）渋川市新設のため
- 北群馬郡豊秋村 （1954年4月1日）渋川市新設のため
- 多野郡藤岡町  （1954年4月1日）藤岡市新設のため
- 多野郡神流村 （1954年4月1日）藤岡市新設のため
- 多野郡小野村 （1954年4月1日）藤岡市新設のため
- 多野郡美土里村 （1954年4月1日）藤岡市新設のため
- 多野郡美九里村 （1954年4月1日）藤岡市新設のため
- 甘楽郡黒岩村 （1954年4月1日）甘楽郡富岡町（即日市制、富岡市）に編入のため
- 甘楽郡一ノ宮町 （1954年4月1日）甘楽郡富岡町（即日市制、富岡市）に編入のため
- 甘楽郡高瀬村 （1954年4月1日）甘楽郡富岡町（即日市制、富岡市）に編入のため
- 甘楽郡額部村 （1954年4月1日）甘楽郡富岡町（即日市制、富岡市）に編入のため
- 甘楽郡小野村 （1954年4月1日）甘楽郡富岡町（即日市制、富岡市）に編入のため
- 碓氷郡（旧）松井田町 （1954年5月3日）碓氷郡松井田町新設のため
- 碓氷郡臼井町 （1954年5月3日）碓氷郡松井田町新設のため
- 碓氷郡坂本町 （1954年5月3日）碓氷郡松井田町新設のため
- 碓氷郡西横野村 （1954年5月3日）碓氷郡松井田町新設のため
- 碓氷郡九十九村 （1954年5月3日）碓氷郡松井田町新設のため
- 碓氷郡細野村 （1954年5月3日）碓氷郡松井田町新設のため
- 勢多郡南橘村 （1954年9月1日）前橋市に編入のため
- 多野郡（旧）鬼石町 （1954年10月1日）多野郡鬼石町新設のため
- 多野郡三波川村 （1954年10月1日）多野郡鬼石町新設のため
- 多野郡美原村 （1954年10月1日）多野郡鬼石町新設のため
- 山田郡梅田村 （1954年10月1日）桐生市に編入のため
- 山田郡相生村 （1954年10月1日）桐生市に編入のため
- 山田郡川内村 （1954年10月1日）桐生市・山田郡大間々町に分割編入のため
- 山田郡福岡村 （1954年10月1日）山田郡大間々町に編入のため
- 佐波郡三郷村 （1955年1月10日）伊勢崎市に編入のため
- 多野郡（旧）吉井町 （1955年1月15日）多野郡吉井町新設のため
- 多野郡多胡村 （1955年1月15日）多野郡吉井町新設のため
- 多野郡入野村 （1955年1月15日）多野郡吉井町新設のため
- 甘楽郡岩平村 （1955年1月15日）多野郡吉井町新設のため
- 群馬郡清里村 （1955年1月20日）前橋市に編入のため
- 群馬郡新高尾村 （1955年1月20日）前橋市・高崎市に分割編入のため
- 群馬郡中川村 （1955年1月20日）高崎市に編入のため
- 碓氷郡八幡村 （1955年1月20日）高崎市に編入のため
- 碓氷郡豊岡村 （1955年1月20日）高崎市に編入のため
- 群馬郡室田町 （1955年2月1日）群馬郡榛名町新設のため
- 碓氷郡里見村 （1955年2月1日）群馬郡榛名町新設のため
- 群馬郡倉田村 （1955年2月1日）群馬郡倉淵村新設のため
- 碓氷郡烏淵村 （1955年2月1日）群馬郡倉淵村新設のため
- 邑楽郡西谷田村 （1955年2月1日）邑楽郡板倉町新設のため
- 邑楽郡海老瀬村 （1955年2月1日）邑楽郡板倉町新設のため
- 邑楽郡大箇野村 （1955年2月1日）邑楽郡板倉町新設のため
- 邑楽郡伊奈良村 （1955年2月1日）邑楽郡板倉町新設のため
- 多野郡平井村 （1955年3月1日）藤岡市に編入のため
- 多野郡日野村 （1955年3月1日）藤岡市に編入のため
- 群馬郡久留馬村 （1955年3月1日）群馬郡榛名町に編入のため
- 碓氷郡（旧）安中町 （1955年3月1日）碓氷郡安中町新設のため
- 碓氷郡原市町 （1955年3月1日）碓氷郡安中町新設のため
- 碓氷郡磯部町 （1955年3月1日）碓氷郡安中町新設のため
- 碓氷郡東横野村 （1955年3月1日）碓氷郡安中町新設のため
- 碓氷郡岩野谷村 （1955年3月1日）碓氷郡安中町新設のため
- 碓氷郡板鼻町 （1955年3月1日）碓氷郡安中町新設のため
- 碓氷郡秋間村 （1955年3月1日）碓氷郡安中町新設のため
- 碓氷郡後閑村 （1955年3月1日）碓氷郡安中町新設のため
- 吾妻郡（旧）原町 （1955年3月1日）吾妻郡原町新設のため
- 吾妻郡太田村 （1955年3月1日）吾妻郡原町新設のため
- 吾妻郡岩島村 （1955年3月1日）吾妻郡原町新設のため
- 吾妻郡坂上村 （1955年3月1日）吾妻郡原町新設のため
- 佐波郡（旧）境町 （1955年3月1日）佐波郡境町新設のため
- 佐波郡采女村 （1955年3月1日）佐波郡境町新設のため
- 佐波郡剛志村 （1955年3月1日）佐波郡境町新設のため
- 佐波郡島村 （1955年3月1日）佐波郡境町新設のため
- 邑楽郡高島村 （1955年3月1日）邑楽郡中島村新設のため
- 邑楽郡中野村 （1955年3月1日）邑楽郡中島村新設のため
- 邑楽郡千江田村 （1955年3月1日）邑楽郡明和村新設のため
- 邑楽郡梅島村 （1955年3月1日）邑楽郡明和村新設のため
- 邑楽郡佐貫村 （1955年3月1日）邑楽郡明和村新設のため
- 甘楽郡（旧）下仁田町 （1955年3月10日）甘楽郡下仁田町新設のため
- 甘楽郡小坂村 （1955年3月10日）甘楽郡下仁田町新設のため
- 甘楽郡西牧村 （1955年3月10日）甘楽郡下仁田町新設のため
- 甘楽郡青倉村 （1955年3月10日）甘楽郡下仁田町新設のため
- 甘楽郡馬山村 （1955年3月10日）甘楽郡下仁田町新設のため
- 甘楽郡尾沢村 （1955年3月15日）甘楽郡南牧村新設のため
- 甘楽郡月形村 （1955年3月15日）甘楽郡南牧村新設のため
- 甘楽郡磐戸村 （1955年3月15日）甘楽郡南牧村新設のため
- 甘楽郡（旧）小幡町 （1955年3月16日）甘楽郡小幡町新設のため
- 甘楽郡秋畑村 （1955年3月16日）甘楽郡小幡町新設のため
- 甘楽郡（旧）妙義町 （1955年3月20日）甘楽郡妙義町新設のため
- 甘楽郡高田村 （1955年3月20日）甘楽郡妙義町新設のため
- 佐波郡宮郷村 （1955年3月25日）伊勢崎市に編入のため
- 佐波郡名和村 （1955年3月25日）伊勢崎市に編入のため
- 佐波郡豊受村 （1955年3月25日）伊勢崎市に編入のため
- 邑楽郡富永村 （1955年3月31日）邑楽郡千代田村新設のため
- 邑楽郡永楽村 （1955年3月31日）邑楽郡千代田村新設のため
- 邑楽郡長柄村 （1955年3月31日）邑楽郡千代田村新設のため
- 群馬郡箕輪町 （1955年4月1日）群馬郡箕郷町新設のため
- 群馬郡車郷村 （1955年4月1日）群馬郡箕郷町新設のため
- 群馬郡堤ヶ岡村 （1955年4月1日）群馬郡群馬町新設のため
- 群馬郡国府村 （1955年4月1日）群馬郡群馬町新設のため
- 群馬郡金古町 （1955年4月1日）群馬郡群馬町新設のため
- 北群馬郡駒寄村 （1955年4月1日）北群馬郡吉岡村新設のため
- 北群馬郡明治村 （1955年4月1日）北群馬郡吉岡村新設のため
- 甘楽郡吉田村 （1955年4月1日）富岡市に編入のため
- 利根郡古馬牧村 （1955年4月1日）利根郡月夜野町新設のため
- 利根郡桃野村 （1955年4月1日）利根郡月夜野町新設のため
- 吾妻郡（旧）中之条町 （1955年4月15日）吾妻郡中之条町新設のため
- 吾妻郡沢田村 （1955年4月15日）吾妻郡中之条町新設のため
- 吾妻郡伊参村 （1955年4月15日）吾妻郡中之条町新設のため
- 吾妻郡名久田村 （1955年4月15日）吾妻郡中之条町新設のため
- 佐波郡（旧）玉村町 （1955年4月20日）佐波郡玉村町新設のため
- 佐波郡芝根村 （1955年4月20日）佐波郡玉村町新設のため
- 群馬郡長野村 （1955年8月1日）高崎市に編入のため
- 勢多郡横野村 （1956年9月1日）勢多郡赤城村新設のため
- 勢多郡敷島村 （1956年9月1日）勢多郡赤城村新設のため
- 群馬郡大類村 （1956年9月30日）高崎市に編入のため
- 多野郡八幡村 （1956年9月30日）高崎市に編入のため
- 群馬郡滝川村 （1956年9月30日）群馬郡群南村新設のため
- 群馬郡京ヶ島村 （1956年9月30日）群馬郡群南村新設のため
- 利根郡東村 （1956年9月30日）利根郡利根村新設のため
- 利根郡赤城根村 （1956年9月30日）利根郡利根村新設のため
- 新田郡木崎町 （1956年9月30日）新田郡新田町新設のため
- 新田郡生品村 （1956年9月30日）新田郡新田町新設のため
- 新田郡綿打村 （1956年9月30日）新田郡新田町新設のため
- 勢多郡木瀬村 （1957年2月20日）勢多郡城南村新設のため
- 勢多郡荒砥村 （1957年2月20日）勢多郡城南村新設のため
- 群馬郡相馬村 （1957年3月30日）分割し、群馬郡桃井村新設・箕郷町に編入のため
- 群馬郡（旧）桃井村 （1957年3月30日）群馬郡桃井村新設のため
- 邑楽郡小泉町 （1957年3月31日）邑楽郡大泉町新設のため
- 邑楽郡大川村 （1957年3月31日）邑楽郡大泉町新設のため
- 群馬郡上郊村 （1957年4月1日）群馬郡群馬町・箕郷町に分割編入のため
- 新田郡強戸村 （1957年4月1日）太田市に編入のため
- 山田郡休泊村 （1957年4月1日）太田市に編入のため
- 佐波郡（旧）玉村町 （1957年8月1日）佐波郡玉村町新設のため
- 佐波郡上陽村 （1957年8月1日）佐波郡玉村町新設のため
- 群馬郡岩鼻村 （1957年8月1日）高崎市・群馬郡群南村に分割編入のため
- 新田郡世良田村 （1957年11月1日）佐波郡境町・新田郡尾島町に分割編入のため
- 利根郡久呂保村 （1958年11月1日）利根郡昭和村新設のため
- 利根郡糸之瀬村 （1958年11月1日）利根郡昭和村新設のため
- 甘楽郡小幡町 （1959年2月1日）甘楽郡甘楽町新設のため
- 甘楽郡新屋村 （1959年2月1日）甘楽郡甘楽町新設のため
- 甘楽郡福島町 （1959年2月1日）分割し、甘楽郡甘楽町新設・富岡市に編入のため

## 1960年 - 1969年
- 甘楽郡丹生村 （1960年4月1日）富岡市に編入のため
- 山田郡矢場川村 （1960年7月1日）太田市・栃木県足利市に分割編入のため（越境合併）
- 北群馬郡長尾村 （1960年9月1日）北群馬郡子持村新設のため
- 北群馬郡白郷井村 （1960年9月1日）北群馬郡子持村新設のため
- 群馬郡倉賀野町 （1963年3月31日）高崎市に編入のため
- 新田郡宝泉村 （1963年4月1日）太田市に編入のため
- 山田郡毛里田村 （1963年12月1日）太田市に編入のため
- 群馬郡群南村 （1965年9月1日）高崎市に編入のため
- 勢多郡城南村 （1967年5月1日）前橋市に編入のため

## 1970年 - 1999年
この30年間に県内に廃止市町村なし

## 2000年 - 2009年
- 多野郡万場町 （2003年4月1日）多野郡神流町新設のため
- 多野郡中里村 （2003年4月1日）多野郡神流町新設のため
- 勢多郡大胡町 （2004年12月5日）前橋市に編入のため
- 勢多郡粕川村 （2004年12月5日）前橋市に編入のため
- 勢多郡宮城村 （2004年12月5日）前橋市に編入のため
- 旧・伊勢崎市 （2005年1月1日）伊勢崎市新設のため
- 佐波郡境町 （2005年1月1日）伊勢崎市新設のため
- 佐波郡東村 （2005年1月1日）伊勢崎市新設のため
- 佐波郡赤堀町 （2005年1月1日）伊勢崎市新設のため
- 利根郡白沢村 （2005年2月13日）沼田市に編入のため
- 利根郡利根村 （2005年2月13日）沼田市に編入のため
- 旧・太田市 （2005年3月28日）太田市新設のため
- 新田郡新田町 （2005年3月28日）太田市新設のため
- 新田郡尾島町 （2005年3月28日）太田市新設のため
- 新田郡藪塚本町 （2005年3月28日）太田市新設のため
- 勢多郡新里村 （2005年6月13日）桐生市に編入のため
- 勢多郡黒保根村 （2005年6月13日）桐生市に編入のため
- 利根郡月夜野町 （2005年10月1日）みなかみ町新設のため
- 利根郡水上町 （2005年10月1日）みなかみ町新設のため
- 利根郡新治村 （2005年10月1日）みなかみ町新設のため
- 多野郡鬼石町 （2006年1月1日）藤岡市に編入のため
- 群馬郡群馬町 （2006年1月23日）高崎市に編入のため
- 群馬郡箕郷町 （2006年1月23日）高崎市に編入のため
- 群馬郡倉渕村 （2006年1月23日）高崎市に編入のため
- 多野郡新町 （2006年1月23日）高崎市に編入のため
- 旧・渋川市 （2006年2月20日）渋川市新設のため
- 北群馬郡伊香保町 （2006年2月20日）渋川市新設のため
- 北群馬郡小野上村 （2006年2月20日）渋川市新設のため
- 北群馬郡子持村 （2006年2月20日）渋川市新設のため
- 勢多郡赤城村 （2006年2月20日）渋川市新設のため
- 勢多郡北橘村 （2006年2月20日）渋川市新設のため
- 旧・安中市 （2006年3月18日）安中市新設のため
- 碓氷郡松井田町 （2006年3月18日）安中市新設のため
- 旧・富岡市 （2006年3月27日）富岡市新設のため
- 甘楽郡妙義町 （2006年3月27日）富岡市新設のため
- 新田郡笠懸町 （2006年3月27日）みどり市新設のため
- 山田郡大間々町 （2006年3月27日）みどり市新設のため
- 勢多郡東村 （2006年3月27日）みどり市新設のため
- 吾妻郡吾妻町 （2006年3月27日）吾妻郡東吾妻町新設のため
- 吾妻郡東村 （2006年3月27日）吾妻郡東吾妻町新設のため
- 群馬郡榛名町 （2006年10月1日）高崎市に編入のため
- 勢多郡富士見村 （2009年5月5日）前橋市に編入のため
- 多野郡吉井町 （2009年6月1日）高崎市に編入のため

## 2010年 -
- 吾妻郡六合村 （2010年3月28日）吾妻郡中之条町に編入のため